# Igor Janovski
Igor Sergejevitsj Janovski (Russisch: Игорь Сергеевич Яновский) (Ordzhonikidze  (Noord-Ossetië), 3 augustus 1974) is een Russisch voormalig voetballer die speelde als verdedigende middenvelder en alternatief als verdediger.

## Clubcarrière
Janovski speelde tijdens zijn loopbaan als verdediger bij voornamelijk FK Spartak Vladikavkaz (destijds Alanja Vladikavkaz geheten), maar ook bij het Franse Paris Saint-Germain (1998–2001) en bij CSKA Moskou (2001–2003). Zijn laatste club was het Franse LB Châteauroux. Janovski beëindigde daar zijn loopbaan in juli 2006.

## Interlandcarrière
Janovski nam deel aan EURO 1996 te Engeland met het Russisch voetbalelftal, waarvoor hij 32 interlands speelde.

## Erelijst
| Competitie             |                    |                    |                    |                    |
| Competitie             | Aantal             | Jaren              |                    |                    |
| Alanja Vladikavkaz     | Alanja Vladikavkaz | Alanja Vladikavkaz | Alanja Vladikavkaz | Alanja Vladikavkaz |
| ---------------------- | ------------------ | ------------------ | ------------------ | ------------------ |
| Premjer-Liga           | 1x                 | 1995               |                    |                    |
| CSKA Moskou            |                    |                    |                    |                    |
| Premjer-Liga           | 1x                 | 2003               |                    |                    |
| Russische voetbalbeker | 1x                 | 2002               |                    |                    |

1 Charin ·
2 Tetradze ·
3 Nikiforov ·
4 Tsymbalar ·
5 Kovtoen ·
6 Karpin ·
7 Onopko  ·
8 Kantsjelskis ·
9 Kolyvanov ·
10 Mostovoj ·
11 Kirjakov ·
12 Tsjertsjesov ·
13 Boesjmanov ·
14 Dobrovolski ·
15 Sjalimov ·
16 Simoetenkov ·
17 Bjestsjastnik ·
18 Janovski ·
19 Radimov ·
20 Gorloekovitsj ·
21 Chochlov ·
22 Ovtsjinnikov ·
Coach: Romantsev